# Zkouknito.cz
Zkouknito.cz – funkcjonujący w latach 2007–2023 czeski serwis internetowy umożliwiający udostępnianie treści wideo i fotografii. Oferował także dostęp do telewizji online i kamer internetowych z całego świata.
Serwis został uruchomiony w 2007 roku. Według danych NetMonitor witrynę odwiedza 170 tys. unikalnych użytkowników miesięcznie.
Pierwotnie projekt był prowadzony przez dwóch pasjonatów, którzy zarządzali nim przy minimalnych nakładach; w tym czasie strona była odwiedzana przez dziesiątki tysięcy użytkowników miesięcznie. Kupnem projektu zainteresowała się firma iDNES, ostatecznie jednak platformę nabyło przedsiębiorstwo LimeMedia.
W 2009 roku portal został znacznie odświeżony i zmodernizowany.
W 2023 roku portal zakończył swoją działalność. 